# Domat/Ems
Domat/Ems (rm. Domat, do 1943 Ems) – miejscowość i gmina w Szwajcarii, w kantonie Gryzonia, siedziba administracyjna regionu Imboden. Leży nad Renem. Największa pod względem liczby mieszkańców gmina w regionie.

## Demografia
W Domat/Ems mieszka 8 161 osób. W 2020 roku 24,1% populacji gminy stanowiły osoby urodzone poza Szwajcarią. 

## Transport
Przez teren gminy przebiegają autostrada A13 oraz droga główna nr 13.